# Piedra Labrada, Guerrero
Piedra Labrada är en ort i Mexiko.   Den ligger i kommunen Ometepec och delstaten Guerrero, i den sydöstra delen av landet, 300 km söder om huvudstaden Mexico City. Piedra Labrada ligger 235 meter över havet och antalet invånare är 206.
Terrängen runt Piedra Labrada är huvudsakligen kuperad, men åt sydväst är den platt. Runt Piedra Labrada är det glesbefolkat, med 10 invånare per kvadratkilometer. Närmaste större samhälle är Ometepec, 7,7 km norr om Piedra Labrada. Omgivningarna runt Piedra Labrada är en mosaik av jordbruksmark och naturlig växtlighet.